# Tenture de David et Bethsabée
Pour les articles homonymes, voir Bethsabée (homonymie).
La Tenture de David et Bethsabée est une suite de dix tapisseries représentant l'histoire de David et Bethsabée réalisées à Bruxelles vers 1525. La tenture est exposée au Musée national de la Renaissance se trouvant dans le château d'Écouen.

## Histoire de David et Bethsabée
L'histoire de David et Bethsabée se trouve dans le Deuxième Livre de Samuel.

## Histoire de la tapisserie
Cet ensemble de tapisseries aurait été réalisé autour de 1510-1515 d'après Francis Salet, ou aux environs de 1525 d'après le site du Musée national de la Renaissance. Sa réalisation a duré près de cinq ans.
Dans un article de Victor Langlois publié dans la Revue archéologique de 1850-1851, il admet que la tenture a été réalisée dans un atelier d'Arras pour un commanditaire inconnu, certains assurant qu'elles ont été faites pour la cour de France, d'autres pour Henri VIII, comme allusion à la liaison de ce roi avec Anne Boleyn à partir de 1525. Anne Boleyn avait complété son éducation auprès de Marguerite d'Autriche en 1514.
Dans l'étude qu'il a écrite sur cette tenture, Francis Salet a attribué le dessin de la tenture à Jan van Roome, aussi connu sous le nom de Jean de Bruxelles. Jan van Roome était le peintre en titre de Marguerite d'Autriche, tante de Charles Quint, exerçant en son nom le gouvernement des Pays-Bas. La tenture aurait alors été commanditée par Marguerite d'Autriche, mais elle s'en serait séparée avant sa mort.
On retrouve en effet dans un inventaire de 1547 du roi Henri VIII roi d'Angleterre la mention de dix pièces de tapisseries représentant « la riche histoire du roi David », ayant des dimensions proches de celles du musée, et qui auraient été acquises en 1528 auprès d'un marchand flamand.
Cette tenture est acquise en 1847 après avis de la commission des monuments historiques et accord du ministre de l'Intérieur, Tanneguy Duchâtel, pour 36 000 francs, de la famille des Ferra, ou Sierra, de Gênes qui la tenait des marquis de Spinola qui eux-mêmes l'auraient eue d'un duc d'York, Henry Benedict Stuart, mort à Rome en 1807. Edmond Du Sommerard a installé la tenture dans le musée de Cluny.
Ses grandes dimensions ont empêché de pouvoir la voir dans son ensemble. Un dessin intitulé Pénitence de David, représentant la tapisserie Les Reproches de Nathan à David, se trouve dans les Annales archéologiques de 1857. Adolphe Napoléon Didron donne la liste des tapisseries et leurs titres tels qu'ils se trouvent dans le catalogue du musée de 1852,,.
Joseph Destrée la présente en 1906 comme « une suite incomparable de grand style, d'une exécution raffinée, dissimulée longtemps derrière des objets et des meubles, ne fut pas appréciée à sa juste valeur ; restaurée discrètement à l'atelier de rentraiture des Gobelins, présentée avec plus de soin et de goût, elle est devenue un objet d'universelle admiration. Somptuosité des compositions, noblesse des types, dignité des attitudes, variété et richesse des costumes, délicatesse d'exécution, tout contribue à en faire une œuvre hors pair de l'industrie bruxelloise ». 
La tenture est déposée en 1938 et mise en sûreté. Elle ne revient à Paris qu'en 1945, mais en l'absence de place disponible, elle reste en réserve. Elle est exposée à Arras en 1956, dans les galeries du Grand Palais en 1971, à Amsterdam en 1973, à New York en 1974, puis à Bruxelles en 1976 dans l'exposition « Tapisseries bruxelloises de la Pré-Renaissance ». Finalement la création du Musée national de la Renaissance permet de trouver la place pour l'exposer dans toute sa surface de près de 345 m² dans la galerie de Psyché du château d'Écouen

## Caractéristiques

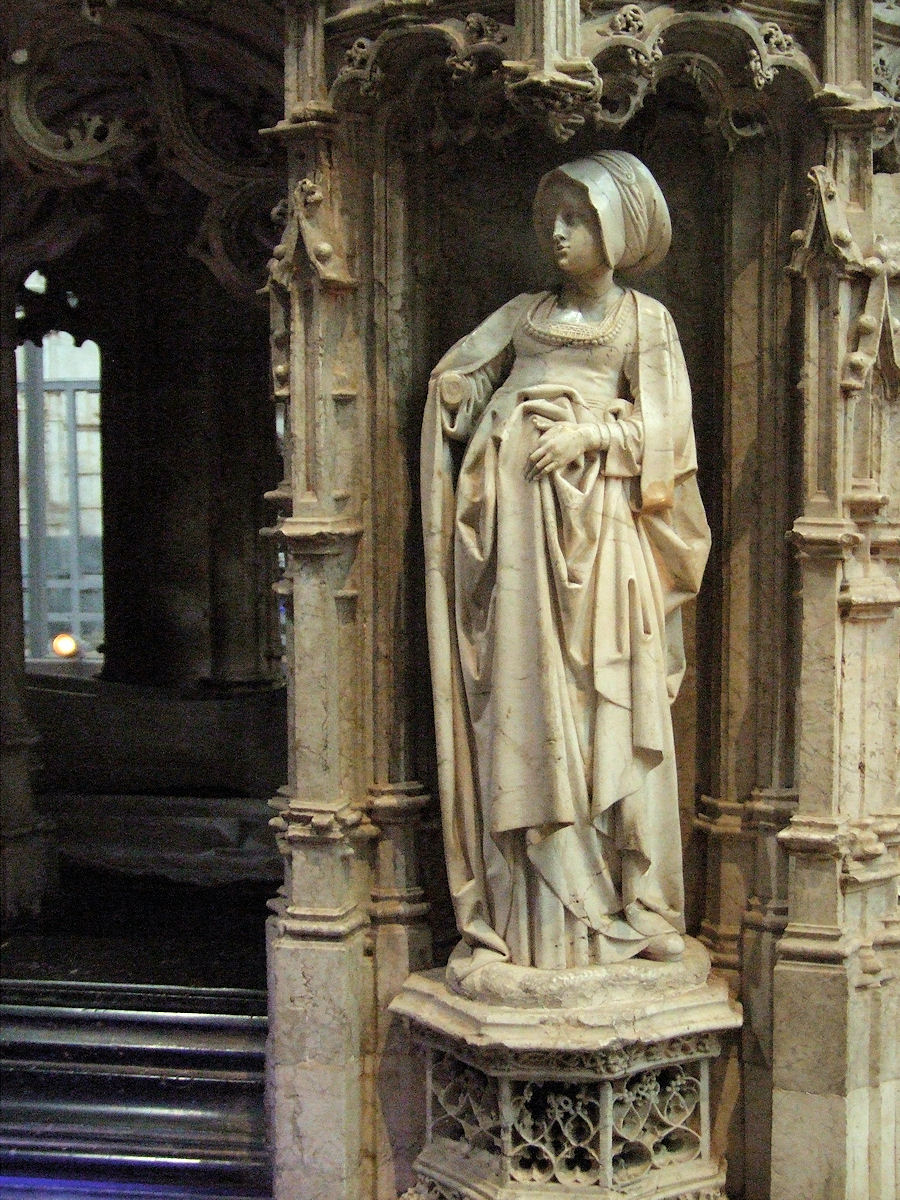
Statuette de vertu du tombeau de Philibert de Savoie

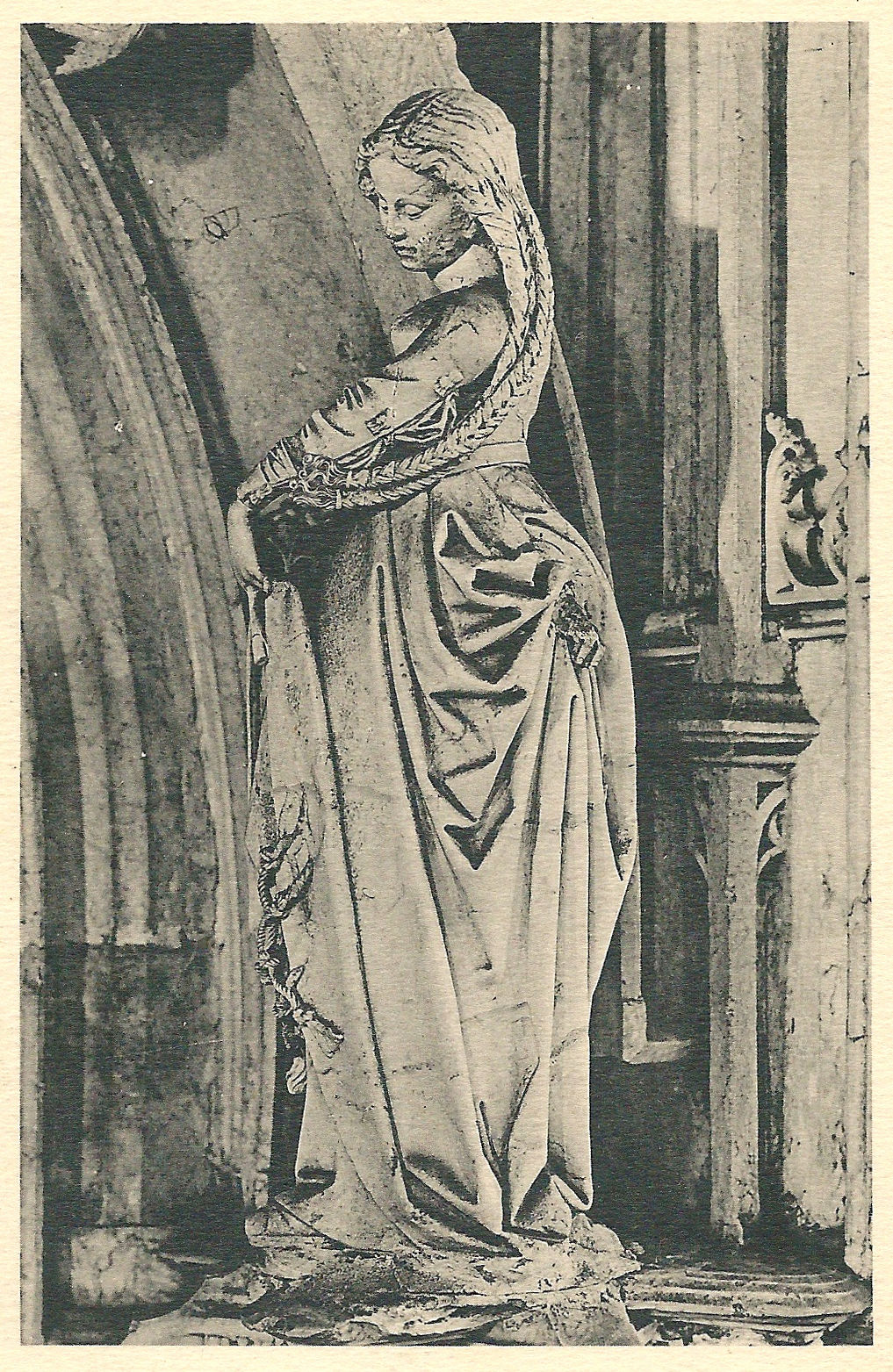
Statuette de vertu du tombeau de Philibert de Savoie

L'ensemble de la tenture mesure près de 75 m de long. Chacune des tapisseries a une longueur pouvant varier de 6 à 9 mètres de longueur avec une hauteur constante de 4,60 m.
Les tapisseries ont été réalisées en laine, soie, or et argent.
Francis Salet met en rapport le dessin des habits avec ceux des statues du tombeau de Philibert le Beau de l'église Saint-Nicolas-de-Tolentin du monastère de Brou.

## Pièces
L'ordre d'accrochage des différentes tapisseries est celui proposé par Francis Salet. Il a été choisi pour faire correspondre les textes se trouvant dans les cartouches placés en bas et au milieu de chaque tapisserie avec l'ordre du texte biblique.
| Texte latin | Traduction | II Samuel                     |
| --- | --- | ----------------------------- |
| ducitur archa sternitur osa rex david hosti bella paratque obsidet urbe plebs animosa bersabee se fonte lavatque | L'arche est conduite (à Jérusalem) Oza terrassé le roi David prépare la guerre contre l'ennemi une troupe valeureuse assiège la ville (de Rabba) Bethsabée se lave à la fontaine | 6, 3 et 6,7 10, 7 11, 1 11, 2 |

| Texte latin | Traduction | II Samuel                                         |
| --- | --- | ------------------------------------------------- |
| Bersabee parit candida regi prolem nata obiit fraudat uriam res est nathan ait dissona legi rabbath vi tenuit vastat et illa, | Bethsabée radieuse enfante un roi une prospérité qui meurt aussitôt née Urie trompé cette action dit Nathan est contraire à la loi ayant occupé Rabba par la force il dévaste la ville | 11-5 et 11, 27 12, 15 et 11, 6-15 12, 9 12, 29-30 |

### Pièce 1:Ducitur archa, sternitur Osa- Le transport de l'Arche, Oza terrassé
II Samuel : Et David, avec tout le peuple qui était auprès de lui, se mit en marche depuis Baalé de Juda, pour faire monter de là l'Arche de Dieu, devant laquelle est invoqué le nom de l'Éternel des armées. Ils mirent sur un char neuf l'arche de Dieu, et l'emportèrent de la maison d'Abinadab. Oza et Achjo, fils d'Achinadab conduisaient le char neuf.
Lorsqu'ils furent à l'aire de Nacon, et Oza étendit la main vers l'arche de Dieu et la saisit parce que les bœufs la faisaient pencher. La colère de Dieu s'enflamma contre Oza et Dieu le frappa sur place à cause de sa faute.
David eut peur de l'Éternel en ce jour-là, et il dit : Comment l'arche de l'Éternel entrerait chez moi ? Il ne voulut pas retirer l'arche de l'Éternel chez lui dans la cité de David, et il la fit conduire dans la maison d'Obed-Édom de Gath. L'arche de l'Éternel resta trois mois dans la maison d'Obed-Édom de Gath.
On vint dire au roi David : L'Éternel a béni la maison d'Obed-Édom et tout ce qui est à lui, à cause de l'arche de Dieu. Et David se mit en route, et il fit monter l'arche de Dieu depuis la maison d'Obed-Édom jusqu'à la cité de David, au milieu des réjouissances.
Comme l'arche de l'Éternel entrait dans la cité de David, Mikhal, fille de Saül, regardait par la fenêtre, et, voyant le roi David sauter et danser devant l'Éternel, elle le méprisa dans son cœur.
David s'en retourna pour bénir sa maison, et Mikhal, fille de Saül, sortit à sa rencontre. Elle dit : Quel honneur aujourd'hui pour le roi d'Israël aux yeux des servante de ses serviteurs, comme se découvrirait un homme de rien.. David répondit à Mikhal : C'est devant l'Éternel qui m'a choisi de préférence à ton père et à toute sa maison pour m'établir chef sur le peuple de l'Éternel, sur Israël., c'est devant l'Éternel que j'ai dansé... Or Mikhal, fille de Saül, n'eut point d'enfants jusqu'au jour de sa mort.
À gauche l'auteur du Livre de Samuel en commence la rédaction. En haut, départ du char neuf portant l'Arche de Dieu. Juste en-dessous, Oza qui vient d'être terrassé par la colère de Dieu. En bas de la tapisserie, le cortège portant l'Arche de Dieu entre dans Jérusalem. David, pieds nus et sans couronne, est devant l'arche. Au-dessus, Mikhal à une terrasse regarde passer le cortège. Les noms de Osa, David et Michol sont brodés en fils d'argent.

### Pièce 2:Rex David hosti bella paratque- La Guerre décidée contre les fils d'Ammon
II Samuel : Les fils d'Ammon, voyant qu'ils s'étaient rendus odieux à David, firent enrôler à leur solde vingt mille hommes de pied chez les Syriens de Beth-Rehob et chez les Syriens de Tsoba, mille hommes chez le roi de Macaa, et douze mille chez les gens de Tob. À cette nouvelle, David envoya contre eux Joab et toute l'armée, les hommes vaillants.
|                                                                       |
| Un écuyer tient le cheval de Joab et discute avec un autre personnage |

|                                   |
| Les officiers de l'armée d'Israël |

### Pièce 3:Obsidet urbe plebs animosa- Le Rassemblement des chevaliers
II Samuel : L'année suivante, au temps où les rois se mettaient en campagne, David envoya Joab, avec ses serviteurs et tout Israël, pour détruire les fils d'Ammon et pour assiéger Rabba. Mais David resta à Jérusalem.
Sur cette pièce, on voit, en bas à gauche, Urie en train de s'armer, à droite la ville de Rabba, entre les deux, l'armée d'Israël se réunissant pour aller mettre le siège à la ville.

### Pièce 4:Bersabee se fonte lavatque- Bethsabée mandée au palais
II Samuel : David se leva de sa couche et aperçut de la terrasse de la maison royale une femme qui se baignait. David demanda qui était cette femme. On lui dit : c'est Bethsabée, femme d'Urie. Et David envoya des gens pour la chercher. Elle vint vers lui, et il coucha avec elle. Après s'être purifiée de sa souillure, elle retourna dans sa maison. Cette femme devint enceinte, et fit dire à David : je suis enceinte.
|                            |
| Des suivantes de Bethsabée |

|                                                  |
| Et David envoya des gens pour chercher Bethsabée |

En haut à gauche, Bethsabée et ses suivantes à la fontaine. En haut à droite, David à la terrasse de son palais voit Bethsabée à la fontaine. David a envoyé deux messagers de David qui sont près de Bethsabée ; un des messagers, genou plié, présente le pli de David à Bethsabée par lequel il lui demande de venir dans son palais. Dans la partie basse de la tenture, Bethsabée est accueille à l'entrée du palais de David. Le palais représenté ressemble à celui des ducs de Brabant, à Bruxelles. La balustrade de la cour est celle de ce palais, dite « Cour des Bailles » qui a été élevée au début du XVIe siècle. Sur les piliers hauts, les statues des ducs et duchesses de Brabant ont été remplacées par celles des rois de Juda. Sur les piliers bas sont placés des lions portant des bannières timbrées des lettres D A VI D.

### Pièce 5:Fraudat Uriam- Urie convoqué par David et envoyé à la mort
II Samuel : Alors David expédia un ordre à Joab : envoie-moi Urie. Urie se rendit auprès de David qui l'interrogea sur Joab et la guerre. David dit à Urie va à ta maison et lave tes pieds. Mais Urie se coucha à la porte de la maison royale. David demanda : Pourquoi n'es-tu pas descendu dans ta maison ? Urie répondit : les serviteurs de mon seigneur campent en rase campagne et moi j'entrerais dans ma maison pour coucher avec ma femme ! David l'invita à sa table et l'enivra. Urie sortit pour se mettre sous sa couche, mais il de descendit point dans sa maison. David écrivit une lettre à Job et l'envoya par la main d'Urie. Il y écrivit : Placez Urie au plus fort du combat ! Urie est tué au cours des combats.
En haut à gauche, David apprend de Bethsabée qu'elle est enceinte. En-dessous, David reçoit Urie qu'il a fait appeler. Au centre, David remet une lettre pour Joab à Urie. À droite Bethsabée dit au revoir à Urie qui part pour rejoindre Joab. Au-dessus, le combat au cours duquel Joab est tué devant Rabba.
|                                         |
| David remet à Urie une lettre pour Joab |

|                                                             |
| Bethsabée dit au revoir à Urie qui part pour rejoindre Joab |

### Pièce 6:Bersabee parit candida regi- Bethsabée accueillie à la cour, est agenouillée devant lui
II Samuel : La femme d'Urie apprit que son mari était mort. Quand le deuil fut passé, David l'envoya chercher et il la recueillit dans sa maison. Elle devint sa femme, et lui enfanta un fils.
|                            |
| Les compagnes de Bethsabée |

|                                            |
| David assis sur son trône reçoit Bethsabée |

|                                 |
| Courtisans en train de discuter |

### Pièce 7:Res est nathan ait dissona legi- Les Reproches de Nathan à David
II Samuel : Nathan dit à David. Ainsi parle l'Éternel, le Dieu d'Israël : Je t'ai oint pour roi sur Israël et je t'ai délivré de la main de Saül ; je t'ai mis en possession de la maison de ton maître, j'ai placé dans ton sein les femmes de ton maître, et je t'ai donné la maison d'Israël et de Juda. Et si cela eût été peu, j'y aurais encore ajouté. Pourquoi donc as-tu méprisé la parole de l'Éternel, en faisant ce qui est mal à ses yeux ? Tu as frappé de l'épée Urie ; tu as pris sa femme pour en faire ta femme. Ainsi parle l'Éternel : Voici, je vais faire sortir de ta maison le malheur contre toi. David dit à Nathan : J'ai péché contre l'Éternel.
| |
| À gauche, un personnage apportant une coupe et une inscription : David a Deo per Natam correptus penitet, David, que Dieu fait réprimander par Nathan, se repent |

|                   |
| Personnage lisant |

### Pièce 8:Prolem nata obiit- La Mort de l'enfant et la victoire promise au roi réconcilié
II Samuel : Et Nathan dit à David : L'Éternel pardonne ton péché, tu ne mourras point. Mais parce que tu as fait blasphémer les ennemis de l'Éternel, en commettant cette action, le fils qui t'est né mourra.
L'enfant tomba malade. David pria Dieu et jeûna. Le septième jour l'enfant mourut. Les serviteurs de David craignaient de lui annoncer que l'enfant était mort. Il dit à ses serviteurs : L'enfant est mort ? Alors David se leva de terre. Il se lava, s'oignit, et changea de vêtements ; puis il alla dans la maison de Dieu et se prosterna. De retour, on lui servit à manger, et il mangea.
Joab, qui assiegeait Rabba s'empara la ville royale et envoya des messagers à David pour lui dire : J'ai attaqué Rabba, et je me suis déjà emparé de la ville des eaux ; rassemble maintenant le reste du peuple, campe contre la ville, et prends-la. David rassembla tout le peuple et marcha sur Rabba.
À gauche en haut, David en prière ; les serviteurs viennent lui apprendre la mort de son fils ; en-dessous, David va dans la maison de Dieu pour se prosterner. Au centre, en haut, David rompt le jeûne, au-dessous, David reçoit un messager de Joab. En haut, à droite, David a rassemblé son peuple et part vers Rabba.

### Pièce 9:Rabbath vi tenuit- La Présentation des insignes du souverain vaincu
II Samuel : David attaqua la ville et s'en rendit maître. Il enleva la couronne de dessus la tête de son roi.
|                                    |
| Un écuyer tient le cheval de David |

|                                          |
| Joab en costume de cour regarde le butin |

### Pièce 10:Vastat et illa- Le Rassemblement du butin
II Samuel : David emporta de la ville un très grand butin.

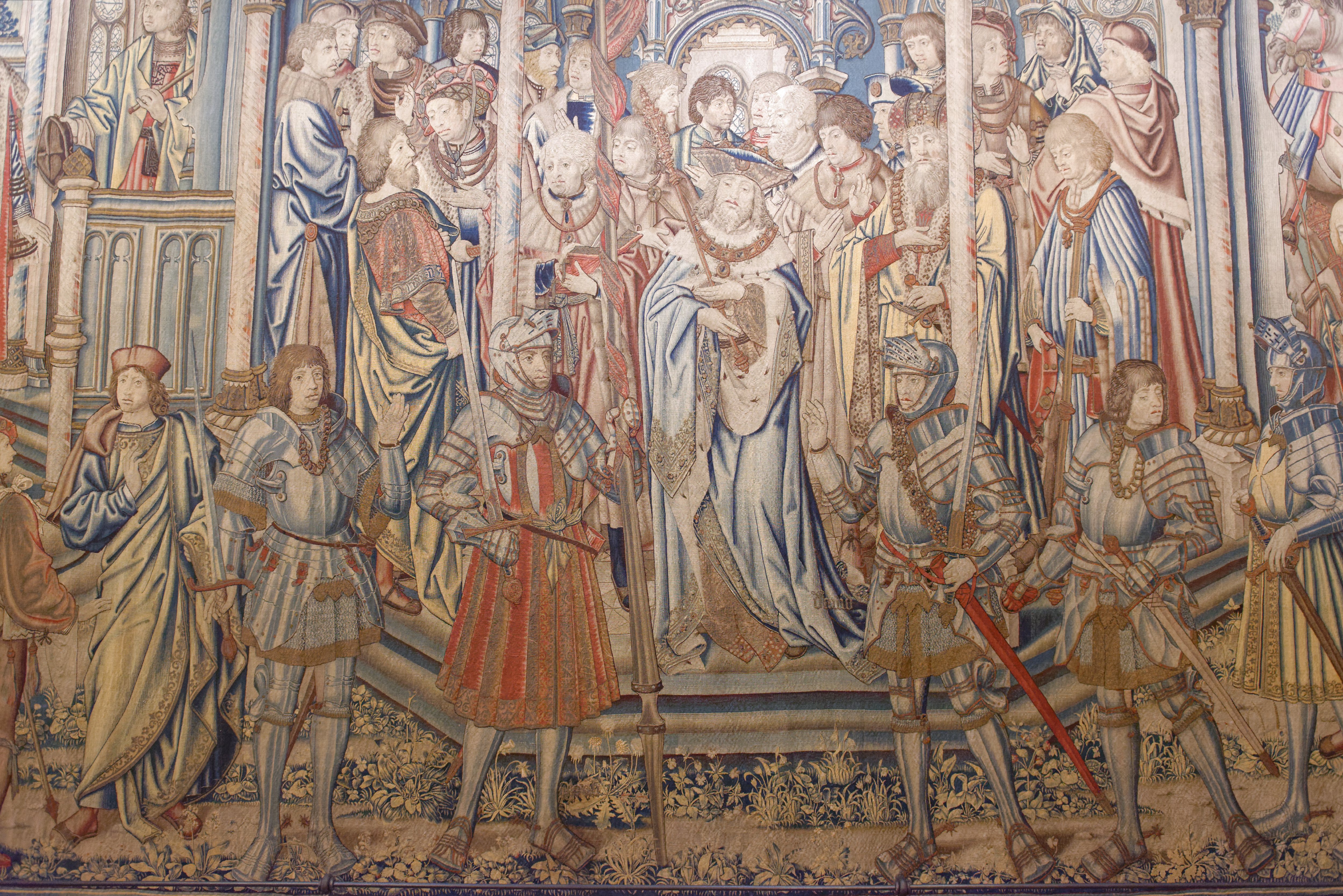
Pièce 2 : La guerre est décidée contre les fils d'Ammon. Devant lui se tient Joab
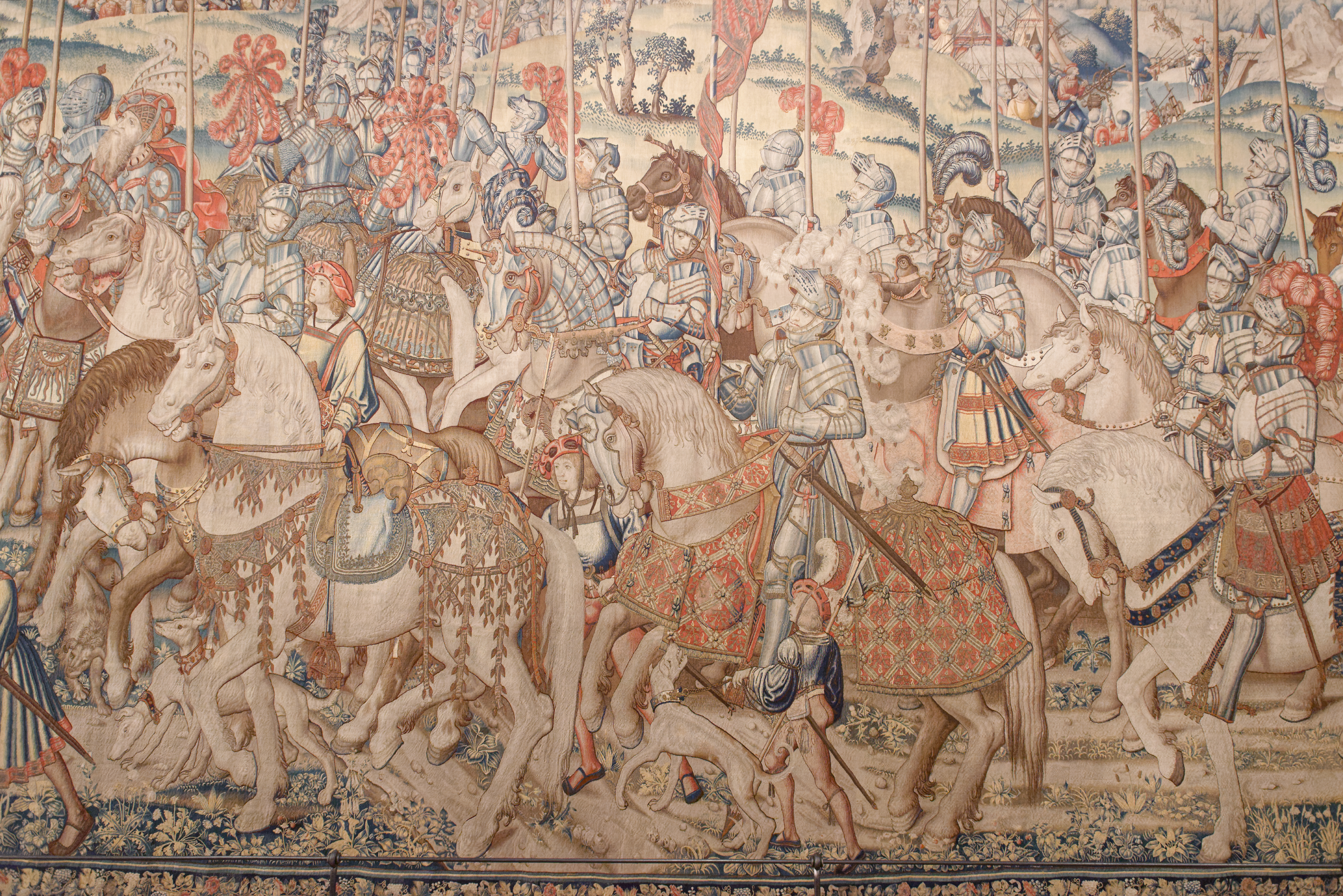
Pièce 3 : Le Rassemblement des chevaliers
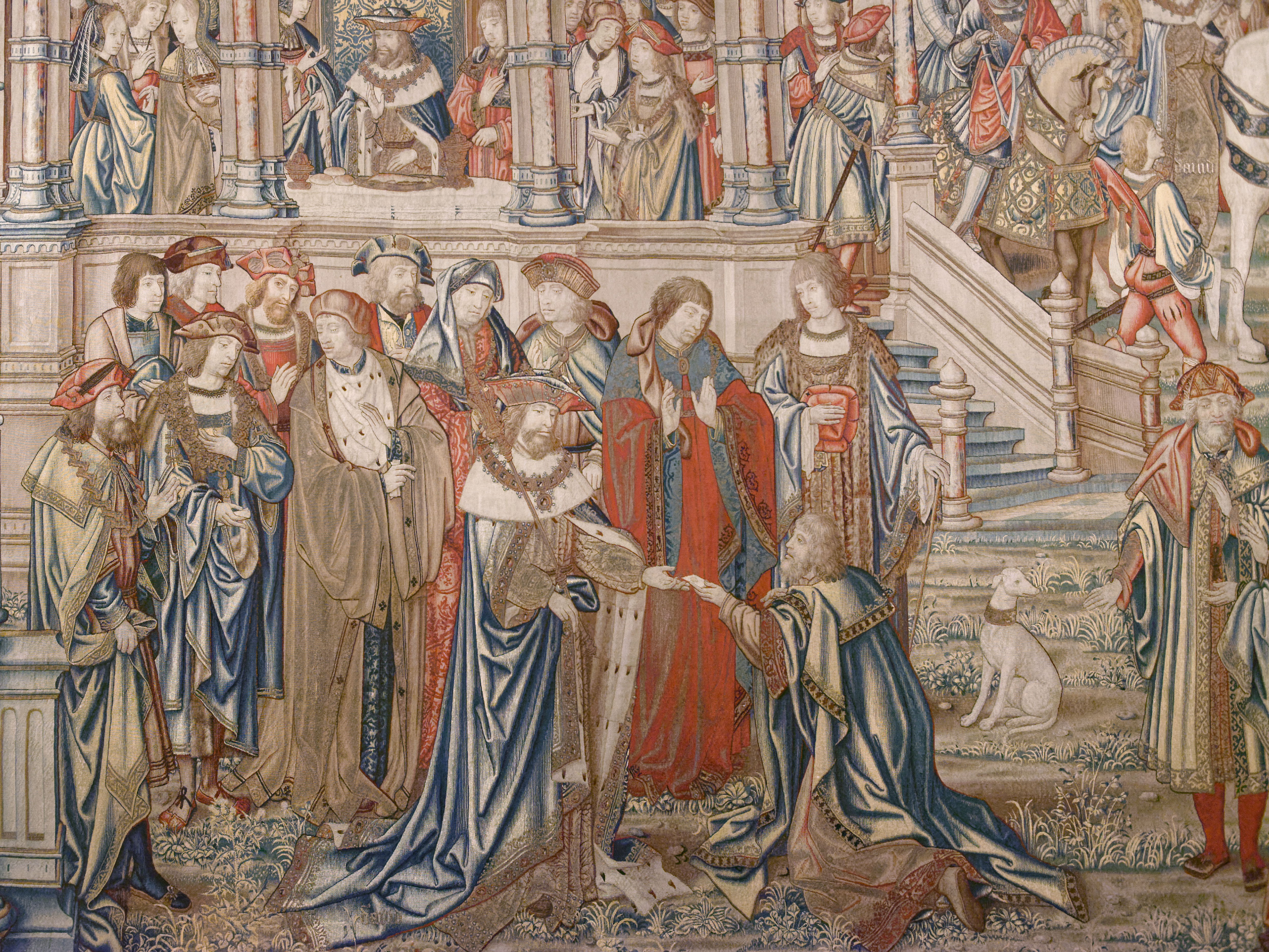
Pièce 8 : David rompt le jeûne. David reçoit un messager de Joab
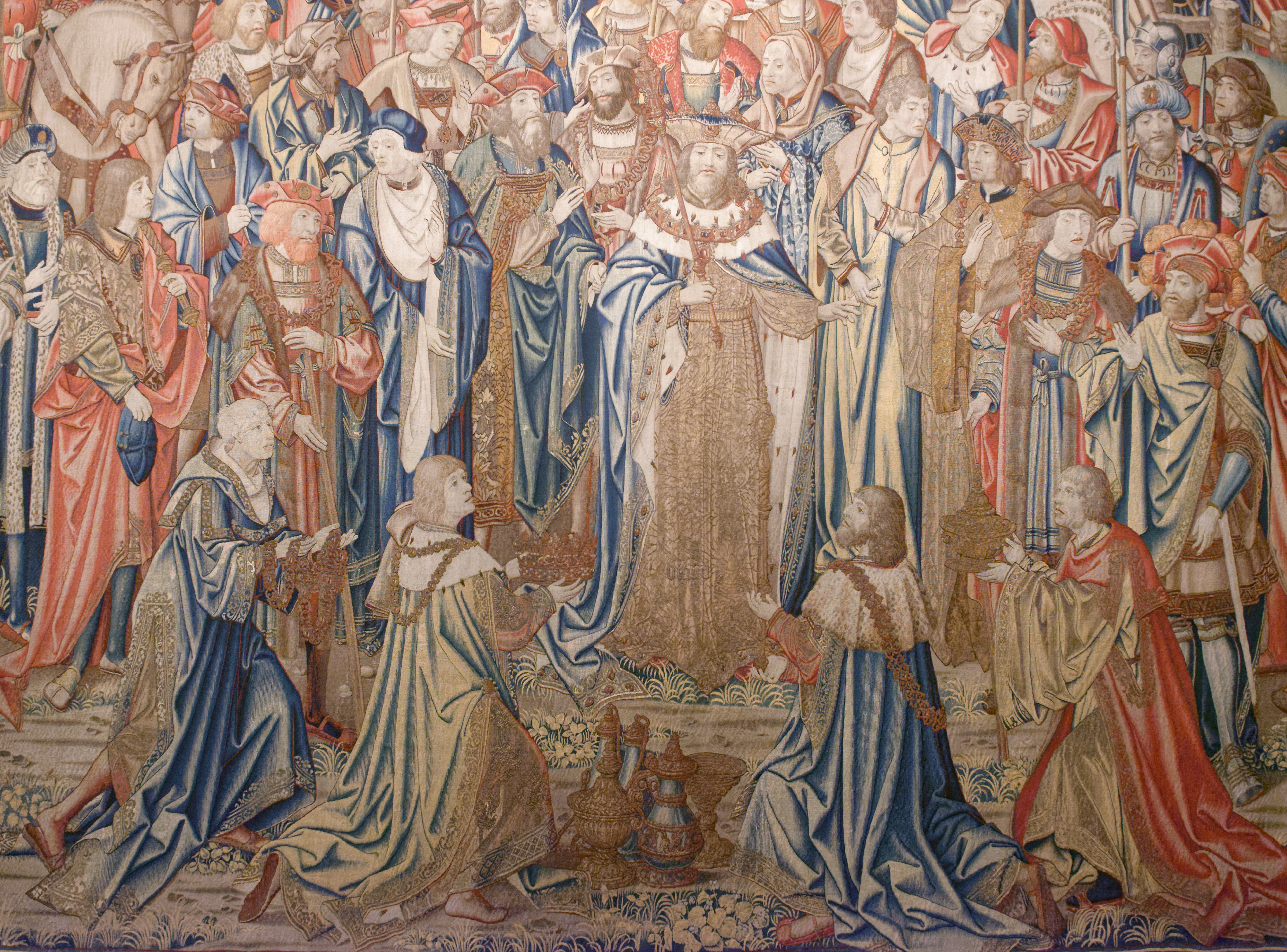
Pièce 9 : Présentation des insignes du souverain vaincu